# François Nicolas René de Pérusse des Cars
 (décembre 2016).
Pour les autres membres de la famille, voir Maison de Pérusse des Cars.
François Nicolas René de Pérusse, comte des Cars (11 mars 1759, château de Monthoiron - 30 décembre 1822, Paris) est un général et homme politique français.

## Biographie
Fils de Louis Nicolas de Pérusse des Cars, lieutenant-général, et de Jeanne-Marie-Victoire d'Artaguiette de La Hette (fille de Jean Baptiste Martin d'Artaguiette d'Iron), il est issu de la Maison de Pérusse des Cars.
En novembre 1822, un mois et demi avant sa mort, il devient chef de sa famille, à la suite du décès de son cousin germain, Jean-François de Pérusse des Cars, duc des Cars (à brevet), mort sans laisser d'enfant.
Il entre au service en 1773. Le 19 octobre 1779, il est nommé mestre de camp lieutenant du régiment d'Artois dragons. Depuis 1774, il était attaché comme « gentilhomme d'honneur » à la personne du comte d'Artois.
Il commandait le régiment d'Artois, à Metz, lorsqu'il fut élu, le 31 mars 1789, député de la noblesse aux États généraux par la sénéchaussée de Châtellerault. Il siège dans la minorité.
Il émigre à la fin de 1790, se rendit à Turin, auprès du comte d'Artois, qui le nomme capitaine de ses gardes, et lui confie plusieurs missions importantes.
En 1792, d'Escars vient trouver secrètement Louis XVI. De retour en Italie, il accompagne Monsieur à Saint-Pétersbourg, à Copenhague, à l'Île-d'Yeu, à Londres, à Édimbourg.
Après les événements de 1813, toujours attaché à la personne du prince, il le suit en Allemagne et à Bâle.
En 1814, pendant la campagne de France, d'Escars vient en mission au quartier-général des alliés à Troyes ; le 12 avril, il entre à Paris avec Monsieur, et est nommé, le 20 mai, commandant de la brigade des carabiniers de S. A. R., lieutenant-général des armées du roi le 22 juin, commandeur de l'ordre de Saint-Louis le 23 août, et capitaine des gardes de Monsieur le 1er janvier 1815.
Louis XVIII le fait entrer à la chambre des pairs le 17 août 1815. Au procès du maréchal Ney, il vote pour la mort. Le 7 septembre de la même année, il avait été pourvu du gouvernement de la 4e division militaire; il fut appelé, le 4 novembre 1818, à remplacer le duc de Feltre à la tête de la 14e division.

### Distinction
- Chevalier des ordres du roi (20 septembre 1820).

### Mariage et descendance
Il épouse à Paris le 6 juin 1780 Etiennette Charlotte Emilie Dorothée de Ligny (Paris, 2 mars 1765 - Rosay, 5 novembre 1849), fille de Charles Adrien comte de Ligny, seigneur du Charmel, mestre de camp de cavalerie, et de Elisabeth Jeanne de La Roche Fontenilles de Rambures, sa seconde épouse.
Tous deux ont cinq enfants :
- Elisabeth Geneviève Justine de Pérusse des Cars (25 août 1781 - 29 mars 1853), mariée en 1808 avec Henri Alexis Lancrau de Bréon, maréchal de camp, dont postérité ;
- Armand Louis Victor de Pérusse des Cars (Paris, 28 décembre 1784 - 26 avril 1787) ;
- Gabriel Louis François de Pérusse des Cars (Paris, 28 octobre 1786 - 29 décembre 1788) ;
- Antoinette Eléonore de Pérusse des Cars (Paris, 8 octobre 1788 - 31 mars 1790) ;
- Amédée François Régis de Pérusse des Cars, duc-pair héréditaire (1825), lieutenant général (Chambéry, 30 décembre 1790 - Cannes, 19 janvier 1868), marié en 1817 avec Augustine Joséphine du Bouchet de Sourches de Tourzel (1790-1868), dont postérité.

## Sources
- « François Nicolas René de Pérusse des Cars », dans Adolphe Robert et Gaston Cougny, Dictionnaire des parlementaires français, Edgar Bourloton, 1889-1891 [détail de l’édition]